# ارغوانی صورتی
رنگ ارغوانی صورتی یا صورتی ارغوانی (به انگلیسی: Heliotrope) نشان‌دهندهٔ رنگ گل آفتاب‌پرست است.
نخستین استفاده ثبت‌شده از صورتی-ارغوانی به عنوان یک نام رنگ در انگلیسی در سال ۱۸۸۲ بود.